# Malkoç Yavuz Ali Pascià
Malkoç Yavuz Ali Pascià (... – Belgrado, 26 luglio 1604) è stato un politico ottomano.
Apparteneva alla famiglia Malkoçoğlu e servì come Gran Visir dell'Impero Ottomano dal 16 ottobre 1603 al 26 luglio 1604. In precedenza aveva servito come beilerbei (governatore ottomano) dell'Egitto dal 1601 al 1603. Il suo insediamento come Gran Visir avvenne il 29 dicembre 1603, più di due mesi dopo la sua nomina e una settimana dopo la salita al trono di Ahmed I, a causa del tempo che gli ci volle per sistemare gli affari in Egitto e viaggiare fino a Costantinopoli. Portò con sé due anni di tasse arretrate della provincia.
Nell'estate del 1604 lasciò la capitale per assumere il comando delle forze ottomane nella guerra in corso contro gli Asburgo. Si ammalò durante il viaggio e morì a Belgrado il 26 luglio 1604.